# 華報寺
華報寺（けほうじ）は、新潟県阿賀野市出湯にある曹洞宗の寺院。

## 歴史
806年（大同元年）、弘法大師空海によって開山された。当地には空海が発見したという出湯温泉があり、湯治場として知られていた。
文明年間（1469年 - 1487年）、これまで「花宝寺」と称していたが、この時に「華報寺」に改称、真言宗から曹洞宗に転宗した。
中世期は、現在の温泉街一帯も当寺の境内であったと推測されている。

## 文化財
- 華報寺の板碑（阿賀野市指定文化財 昭和45年7月13日指定）[3]

## 交通アクセス
- 安田ICより車14分。
- 阿賀野市営バス 「出湯温泉」バス停より徒歩すぐ。